# Fed Cup 2012 – blok B 3. skupiny zóny Evropy a Afriky
Blok B 3. skupiny zóny Evropy a Afriky Fed Cupu 2012 představoval jednu ze dvou podskupin 3. skupiny. Hrálo se mezi 16. až 20. dubnem v areálu Golf El Solaimaneyah Club egyptské Káhiry na otevřených antukových dvorcích. 
Šest týmů se utkalo ve vzájemných zápasech. Vítěz následně sehrál barážový zápas s druhým z bloku A 3. skupiny o postup do 2. skupiny zóny Evropy a Afriky pro rok 2013. O druhé postupové místo do 2. skupiny se utkalo druhé mužstvo s vítězem bloku A. Třetí, čtvrté a páté týmy z obou bloků nastoupily ke vzájemnému zápasu o konečné 5. až 10. místo 3. skupiny. Šestá Namibie pak skončila na konečném 11. místě 3. skupiny.

## Blok B
|     |           | Egypt | Tunisko | Litva | Moldavsko | Kypr | Namibie | Zápasy V/P | Sety V/P | Hry V/P | Pořadí |
| 72. | Egypt     |       | 0–3     | 0–3   | 3–0       | 3–0  | 3–0     | 3–2        | 18–16    | 150–140 | 3.     |
| 77. | Tunisko   | 3–0   |         | 2–1   | 3–0       | 3–0  | 2–1     | 5–0        | 26–5     | 180–86  | 1.     |
| 86. | Litva     | 3–0   | 1–2     |       | 3–0       | 3–0  | 3–0     | 4–1        | 26–5     | 171–80  | 2.     |
| 90. | Moldavsko | 0–3   | 0–3     | 0–3   |           | 2–1  | 2–1     | 2–3        | 10–17    | 119–170 | 4.     |
| –   | Kypr      | 0–3   | 0–3     | 0–3   | 1–2       |      | 2–1     | 1–4        | 11–25    | 132–197 | 5.     |
| –   | Namibie   | 0–3   | 1–2     | 0–3   | 1–2       | 1–2  |         | 0–5        | 8–26     | 110–189 | 6.     |

- P/V – prohry/výhry

## Zápasy

### Egypt vs. Kypr
| | Egypt | 3 :                                                                  | 0   | Kypr |     |  |
| --- | ----- | -------------------------------------------------------------------- | --- | ---- | --- |  |
| Golf El Solaimaneyah Club, Káhira, Egypt 16. dubna 2012 antuka (venku) |       |                                                                      |     |      |     |  |
| \| \| \| \| 1. \| 2. \| 3. \| \| \| -- \| \| -------------------------------------------------------------------- \| --- \| --- \| --- \| \| \| 1. \| \| Menna El Nagdy Mara Argyriouová \| 6 4 \| 4 6 \| 6 0 \| \| \| 2. \| \| Magy Aziz Joanna Nena Savvaová \| 6 4 \| 4 6 \| 6 3 \| \| \| 3. \| \| Mai El Kamash / Mora Eshak Maria Siopachaová / Andria Tsaggaridouová \| 6 0 \| 6 1 \| \| \| \| \| \| \| \| \| \| \| \| \| \| \| \| \| \| \| \| \| \| \| \| \| \| \| \| \| \| \| \| \| \| \| \| \| \| \| \| \| \| \| |       |                                                                      |     |      |     |  |
| |       |                                                                      | 1.  | 2.   | 3.  |  |
| 1. |       | Menna El Nagdy Mara Argyriouová                                      | 6 4 | 4 6  | 6 0 |  |
| 2. |       | Magy Aziz Joanna Nena Savvaová                                       | 6 4 | 4 6  | 6 3 |  |
| 3. |       | Mai El Kamash / Mora Eshak Maria Siopachaová / Andria Tsaggaridouová | 6 0 | 6 1  |     |  |
| |       |                                                                      |     |      |     |  |
| |       |                                                                      |     |      |     |  |
| |       |                                                                      |     |      |     |  |
| |       |                                                                      |     |      |     |  |
| |       |                                                                      |     |      |     |  |

### Tunisko vs. Moldavsko
| | Tunisko | 3 :                                                             | 0   | Moldavsko |    |  |
| --- | ------- | --------------------------------------------------------------- | --- | --------- | -- |  |
| Golf El Solaimaneyah Club, Káhira, Egypt . dubna 2012 antuka (venku) |         |                                                                 |     |           |    |  |
| \| \| \| \| 1. \| 2. \| 3. \| \| \| -- \| \| --------------------------------------------------------------- \| --- \| --- \| -- \| \| \| 1. \| \| Nour Abbes Alina Soltaniciová \| 6 3 \| 6 2 \| \| \| \| 2. \| \| Ons Jabeur Julia Helbertová \| 6 2 \| 6 1 \| \| \| \| 3. \| \| Nour Abbes / Ons Jabeur Melisa Martinovová / Alina Soltaniciová \| 6 0 \| 6 1 \| \| \| \| \| \| \| \| \| \| \| \| \| \| \| \| \| \| \| \| \| \| \| \| \| \| \| \| \| \| \| \| \| \| \| \| \| \| \| \| \| \| \| |         |                                                                 |     |           |    |  |
| |         |                                                                 | 1.  | 2.        | 3. |  |
| 1. |         | Nour Abbes Alina Soltaniciová                                   | 6 3 | 6 2       |    |  |
| 2. |         | Ons Jabeur Julia Helbertová                                     | 6 2 | 6 1       |    |  |
| 3. |         | Nour Abbes / Ons Jabeur Melisa Martinovová / Alina Soltaniciová | 6 0 | 6 1       |    |  |
| |         |                                                                 |     |           |    |  |
| |         |                                                                 |     |           |    |  |
| |         |                                                                 |     |           |    |  |
| |         |                                                                 |     |           |    |  |
| |         |                                                                 |     |           |    |  |

### Litva vs. Namibie
| | Litva | 3 :                                                                      | 0   | Namibie |    |  |
| --- | ----- | ------------------------------------------------------------------------ | --- | ------- | -- |  |
| Golf El Solaimaneyah Club, Káhira, Egypt 16. dubna 2012 antuka (venku) |       |                                                                          |     |         |    |  |
| \| \| \| \| 1. \| 2. \| 3. \| \| \| -- \| \| ------------------------------------------------------------------------ \| --- \| --- \| -- \| \| \| 1. \| \| Joana Eidukonytė Carita Moolman \| 6 1 \| 6 0 \| \| \| \| 2. \| \| Lina Stančiūtė Lesedi Sheya Jacobs \| 6 1 \| 6 0 \| \| \| \| 3. \| \| Justina Mikulskytė / Lina Stančiūtė Lesedi Sheya Jacobs / Carita Moolman \| 6 2 \| 6 0 \| \| \| \| \| \| \| \| \| \| \| \| \| \| \| \| \| \| \| \| \| \| \| \| \| \| \| \| \| \| \| \| \| \| \| \| \| \| \| \| \| \| \| |       |                                                                          |     |         |    |  |
| |       |                                                                          | 1.  | 2.      | 3. |  |
| 1. |       | Joana Eidukonytė Carita Moolman                                          | 6 1 | 6 0     |    |  |
| 2. |       | Lina Stančiūtė Lesedi Sheya Jacobs                                       | 6 1 | 6 0     |    |  |
| 3. |       | Justina Mikulskytė / Lina Stančiūtė Lesedi Sheya Jacobs / Carita Moolman | 6 2 | 6 0     |    |  |
| |       |                                                                          |     |         |    |  |
| |       |                                                                          |     |         |    |  |
| |       |                                                                          |     |         |    |  |
| |       |                                                                          |     |         |    |  |
| |       |                                                                          |     |         |    |  |

### Egypt vs. Namibie
| | Egypt | 3 :                                                                    | 0   | Namibie |     |  |
| --- | ----- | ---------------------------------------------------------------------- | --- | ------- | --- |  |
| Golf El Solaimaneyah Club, Káhira, Egypt 17. dubna 2012 antuka (venku) |       |                                                                        |     |         |     |  |
| \| \| \| \| 1. \| 2. \| 3. \| \| \| -- \| \| ---------------------------------------------------------------------- \| --- \| ---- \| --- \| \| \| 1. \| \| Magy Aziz Carita Moolmanová \| 6 3 \| 64 7 \| 6 1 \| \| \| 2. \| \| Mai El Kamash Lesedi Sheya Jacobsová \| 6 1 \| 6 3 \| \| \| \| 3. \| \| Menna El Nagdy / Mora Eshak Lesedi Sheya Jacobsová / Carita Moolmanová \| 6 4 \| 6 2 \| \| \| \| \| \| \| \| \| \| \| \| \| \| \| \| \| \| \| \| \| \| \| \| \| \| \| \| \| \| \| \| \| \| \| \| \| \| \| \| \| \| \| |       |                                                                        |     |         |     |  |
| |       |                                                                        | 1.  | 2.      | 3.  |  |
| 1. |       | Magy Aziz Carita Moolmanová                                            | 6 3 | 64 7    | 6 1 |  |
| 2. |       | Mai El Kamash Lesedi Sheya Jacobsová                                   | 6 1 | 6 3     |     |  |
| 3. |       | Menna El Nagdy / Mora Eshak Lesedi Sheya Jacobsová / Carita Moolmanová | 6 4 | 6 2     |     |  |
| |       |                                                                        |     |         |     |  |
| |       |                                                                        |     |         |     |  |
| |       |                                                                        |     |         |     |  |
| |       |                                                                        |     |         |     |  |
| |       |                                                                        |     |         |     |  |

### Tunisko vs. Kypr
| | Tunisko | 3 :                                                           | 0   | Kypr |     |  |
| --- | ------- | ------------------------------------------------------------- | --- | ---- | --- |  |
| Golf El Solaimaneyah Club, Káhira, Egypt 17. dubna 2012 antuka (venku) |         |                                                               |     |      |     |  |
| \| \| \| \| 1. \| 2. \| 3. \| \| \| -- \| \| ------------------------------------------------------------- \| --- \| --- \| --- \| \| \| 1. \| \| Nour Abbes Mara Argyriouová \| 6 3 \| 6 4 \| \| \| \| 2. \| \| Ons Jabeur Joanna Nena Savvaová \| 6 2 \| 6 1 \| \| \| \| 3. \| \| Ons Jabeur / Mouna Jebri Mara Argyriouová / Maria Siopachaová \| 6 1 \| 4 6 \| 7 5 \| \| \| \| \| \| \| \| \| \| \| \| \| \| \| \| \| \| \| \| \| \| \| \| \| \| \| \| \| \| \| \| \| \| \| \| \| \| \| \| \| \| |         |                                                               |     |      |     |  |
| |         |                                                               | 1.  | 2.   | 3.  |  |
| 1. |         | Nour Abbes Mara Argyriouová                                   | 6 3 | 6 4  |     |  |
| 2. |         | Ons Jabeur Joanna Nena Savvaová                               | 6 2 | 6 1  |     |  |
| 3. |         | Ons Jabeur / Mouna Jebri Mara Argyriouová / Maria Siopachaová | 6 1 | 4 6  | 7 5 |  |
| |         |                                                               |     |      |     |  |
| |         |                                                               |     |      |     |  |
| |         |                                                               |     |      |     |  |
| |         |                                                               |     |      |     |  |
| |         |                                                               |     |      |     |  |

### Litva vs. Moldavsko
| | Litva | 3 :                                                                               | 0   | Moldavsko |    |  |
| --- | ----- | --------------------------------------------------------------------------------- | --- | --------- | -- |  |
| Golf El Solaimaneyah Club, Káhira, Egypt 17. dubna 2012 antuka (venku) |       |                                                                                   |     |           |    |  |
| \| \| \| \| 1. \| 2. \| 3. \| \| \| -- \| \| --------------------------------------------------------------------------------- \| --- \| --- \| -- \| \| \| 1. \| \| Joana Eidukonytė Alina Soltaniciová \| 6 2 \| 6 0 \| \| \| \| 2. \| \| Lina Stančiūtė Julia Helbertová \| 6 2 \| 6 2 \| \| \| \| 3. \| \| Justina Mikulskytė / Akvilė Paražinskaitė Melisa Martinovová / Alina Soltaniciová \| 6 0 \| 6 2 \| \| \| \| \| \| \| \| \| \| \| \| \| \| \| \| \| \| \| \| \| \| \| \| \| \| \| \| \| \| \| \| \| \| \| \| \| \| \| \| \| \| \| |       |                                                                                   |     |           |    |  |
| |       |                                                                                   | 1.  | 2.        | 3. |  |
| 1. |       | Joana Eidukonytė Alina Soltaniciová                                               | 6 2 | 6 0       |    |  |
| 2. |       | Lina Stančiūtė Julia Helbertová                                                   | 6 2 | 6 2       |    |  |
| 3. |       | Justina Mikulskytė / Akvilė Paražinskaitė Melisa Martinovová / Alina Soltaniciová | 6 0 | 6 2       |    |  |
| |       |                                                                                   |     |           |    |  |
| |       |                                                                                   |     |           |    |  |
| |       |                                                                                   |     |           |    |  |
| |       |                                                                                   |     |           |    |  |
| |       |                                                                                   |     |           |    |  |

### Egypt vs. Litva
| | Egypt | 0 :                                                              | 3   | Litva |    |  |
| --- | ----- | ---------------------------------------------------------------- | --- | ----- | -- |  |
| Golf El Solaimaneyah Club, Káhira, Egypt 18. dubna 2012 antuka (venku) |       |                                                                  |     |       |    |  |
| \| \| \| \| 1. \| 2. \| 3. \| \| \| -- \| \| ---------------------------------------------------------------- \| --- \| --- \| -- \| \| \| 1. \| \| Menna El Nagdy Joana Eidukonytė \| 4 6 \| 2 6 \| \| \| \| 2. \| \| Mai El Kamash Lina Stančiūtė \| 2 6 \| 0 6 \| \| \| \| 3. \| \| Magy Aziz / Mora Eshak Justina Mikulskytė / Akvilė Paražinskaitė \| 3 6 \| 1 6 \| \| \| \| \| \| \| \| \| \| \| \| \| \| \| \| \| \| \| \| \| \| \| \| \| \| \| \| \| \| \| \| \| \| \| \| \| \| \| \| \| \| \| |       |                                                                  |     |       |    |  |
| |       |                                                                  | 1.  | 2.    | 3. |  |
| 1. |       | Menna El Nagdy Joana Eidukonytė                                  | 4 6 | 2 6   |    |  |
| 2. |       | Mai El Kamash Lina Stančiūtė                                     | 2 6 | 0 6   |    |  |
| 3. |       | Magy Aziz / Mora Eshak Justina Mikulskytė / Akvilė Paražinskaitė | 3 6 | 1 6   |    |  |
| |       |                                                                  |     |       |    |  |
| |       |                                                                  |     |       |    |  |
| |       |                                                                  |     |       |    |  |
| |       |                                                                  |     |       |    |  |
| |       |                                                                  |     |       |    |  |

### Tunisko vs. Namibie
| | Tunisko | 2 :                                                                | 1    | Namibie |    |  |
| --- | ------- | ------------------------------------------------------------------ | ---- | ------- | -- |  |
| 18. dubna 2012 antuka (venku) |         |                                                                    |      |         |    |  |
| \| \| \| \| 1. \| 2. \| 3. \| \| \| -- \| \| ------------------------------------------------------------------ \| ---- \| --- \| -- \| \| \| 1. \| \| Nour Abbes Liniques Theronová \| 6 2 \| 6 2 \| \| \| \| 2. \| \| Ons Jabeur Kerstin Gressmannová \| 6 2 \| 6 1 \| \| \| \| 3. \| \| Nour Abbes / Mouna Jebri Kerstin Gressmannová / Liniques Theronová \| 64 7 \| 4 6 \| \| \| \| \| \| \| \| \| \| \| \| \| \| \| \| \| \| \| \| \| \| \| \| \| \| \| \| \| \| \| \| \| \| \| \| \| \| \| \| \| \| \| |         |                                                                    |      |         |    |  |
| |         |                                                                    | 1.   | 2.      | 3. |  |
| 1. |         | Nour Abbes Liniques Theronová                                      | 6 2  | 6 2     |    |  |
| 2. |         | Ons Jabeur Kerstin Gressmannová                                    | 6 2  | 6 1     |    |  |
| 3. |         | Nour Abbes / Mouna Jebri Kerstin Gressmannová / Liniques Theronová | 64 7 | 4 6     |    |  |
| |         |                                                                    |      |         |    |  |
| |         |                                                                    |      |         |    |  |
| |         |                                                                    |      |         |    |  |
| |         |                                                                    |      |         |    |  |
| |         |                                                                    |      |         |    |  |

### Moldavsko vs. Kypr
| | Moldavsko | 2 :                                                                        | 1   | Kypr |     |  |
| --- | --------- | -------------------------------------------------------------------------- | --- | ---- | --- |  |
| Golf El Solaimaneyah Club, Káhira, Egypt 18. dubna 2012 antuka (venku) |           |                                                                            |     |      |     |  |
| \| \| \| \| 1. \| 2. \| 3. \| \| \| -- \| \| -------------------------------------------------------------------------- \| --- \| --- \| --- \| \| \| 1. \| \| Alina Soltaniciová Mara Argyriouová \| 3 6 \| 7 5 \| 4 6 \| \| \| 2. \| \| Julia Helbertová Joanna Nena Savvaová \| 6 1 \| 6 1 \| \| \| \| 3. \| \| Julia Helbertová / Melisa Martinov Mara Argyriouová / Joanna Nena Savvaová \| 6 3 \| 7 5 \| \| \| \| \| \| \| \| \| \| \| \| \| \| \| \| \| \| \| \| \| \| \| \| \| \| \| \| \| \| \| \| \| \| \| \| \| \| \| \| \| \| \| |           |                                                                            |     |      |     |  |
| |           |                                                                            | 1.  | 2.   | 3.  |  |
| 1. |           | Alina Soltaniciová Mara Argyriouová                                        | 3 6 | 7 5  | 4 6 |  |
| 2. |           | Julia Helbertová Joanna Nena Savvaová                                      | 6 1 | 6 1  |     |  |
| 3. |           | Julia Helbertová / Melisa Martinov Mara Argyriouová / Joanna Nena Savvaová | 6 3 | 7 5  |     |  |
| |           |                                                                            |     |      |     |  |
| |           |                                                                            |     |      |     |  |
| |           |                                                                            |     |      |     |  |
| |           |                                                                            |     |      |     |  |
| |           |                                                                            |     |      |     |  |

### Egypt vs. Tunisko
| | Egypt | 0 :                                             | 3   | Tunisko |    |  |
| --- | ----- | ----------------------------------------------- | --- | ------- | -- |  |
| Golf El Solaimaneyah Club, Káhira, Egypt 19. dubna 2012 antuka (venku) |       |                                                 |     |         |    |  |
| \| \| \| \| 1. \| 2. \| 3. \| \| \| -- \| \| ----------------------------------------------- \| --- \| --- \| -- \| \| \| 1. \| \| Magy Aziz Nour Abbes \| 3 6 \| 2 6 \| \| \| \| 2. \| \| Mai El Kamash Ons Jabeur \| 3 6 \| 1 6 \| \| \| \| 3. \| \| Magy Aziz / Mora Eshak Ons Jabeur / Mouna Jebri \| 4 6 \| 2 6 \| \| \| \| \| \| \| \| \| \| \| \| \| \| \| \| \| \| \| \| \| \| \| \| \| \| \| \| \| \| \| \| \| \| \| \| \| \| \| \| \| \| \| |       |                                                 |     |         |    |  |
| |       |                                                 | 1.  | 2.      | 3. |  |
| 1. |       | Magy Aziz Nour Abbes                            | 3 6 | 2 6     |    |  |
| 2. |       | Mai El Kamash Ons Jabeur                        | 3 6 | 1 6     |    |  |
| 3. |       | Magy Aziz / Mora Eshak Ons Jabeur / Mouna Jebri | 4 6 | 2 6     |    |  |
| |       |                                                 |     |         |    |  |
| |       |                                                 |     |         |    |  |
| |       |                                                 |     |         |    |  |
| |       |                                                 |     |         |    |  |
| |       |                                                 |     |         |    |  |

### Litva vs. Kypr
| | Litva | 3 :                                                                                    | 0   | Kypr |     |  |
| --- | ----- | -------------------------------------------------------------------------------------- | --- | ---- | --- |  |
| Golf El Solaimaneyah Club, Káhira, Egypt 19. dubna 2012 antuka (venku) |       |                                                                                        |     |      |     |  |
| \| \| \| \| 1. \| 2. \| 3. \| \| \| -- \| \| -------------------------------------------------------------------------------------- \| --- \| --- \| --- \| \| \| 1. \| \| Joana Eidukonytė Maria Siopachaová \| 6 3 \| 6 4 \| \| \| \| 2. \| \| Lina Stančiūtė Joanna Nena Savvaová \| 6 3 \| 6 3 \| \| \| \| 3. \| \| Justina Mikulskytė / Akvilė Paražinskaitė Joanna Nena Savvaová / Andria Tsaggaridouová \| 5 7 \| 6 2 \| 6 1 \| \| \| \| \| \| \| \| \| \| \| \| \| \| \| \| \| \| \| \| \| \| \| \| \| \| \| \| \| \| \| \| \| \| \| \| \| \| \| \| \| \| |       |                                                                                        |     |      |     |  |
| |       |                                                                                        | 1.  | 2.   | 3.  |  |
| 1. |       | Joana Eidukonytė Maria Siopachaová                                                     | 6 3 | 6 4  |     |  |
| 2. |       | Lina Stančiūtė Joanna Nena Savvaová                                                    | 6 3 | 6 3  |     |  |
| 3. |       | Justina Mikulskytė / Akvilė Paražinskaitė Joanna Nena Savvaová / Andria Tsaggaridouová | 5 7 | 6 2  | 6 1 |  |
| |       |                                                                                        |     |      |     |  |
| |       |                                                                                        |     |      |     |  |
| |       |                                                                                        |     |      |     |  |
| |       |                                                                                        |     |      |     |  |
| |       |                                                                                        |     |      |     |  |

### Moldavsko vs. Namibie
| | Moldavsko | 2 :                                                                            | 1    | Namibie |     |  |
| --- | --------- | ------------------------------------------------------------------------------ | ---- | ------- | --- |  |
| Golf El Solaimaneyah Club, Káhira, Egypt 19. dubna 2012 antuka (venku) |           |                                                                                |      |         |     |  |
| \| \| \| \| 1. \| 2. \| 3. \| \| \| -- \| \| ------------------------------------------------------------------------------ \| ---- \| --- \| --- \| \| \| 1. \| \| Alina Soltaniciová Kerstin Gressmannová \| 6 78 \| 6 2 \| 7 5 \| \| \| 2. \| \| Julia Helbertová Carita Moolmanová \| 6 2 \| 6 1 \| \| \| \| 3. \| \| Julia Helbertová / Melisa Martinov Lesedi Sheya Jacobsová / Liniques Theronová \| 1 6 \| 6 3 \| 3 6 \| \| \| \| \| \| \| \| \| \| \| \| \| \| \| \| \| \| \| \| \| \| \| \| \| \| \| \| \| \| \| \| \| \| \| \| \| \| \| \| \| \| |           |                                                                                |      |         |     |  |
| |           |                                                                                | 1.   | 2.      | 3.  |  |
| 1. |           | Alina Soltaniciová Kerstin Gressmannová                                        | 6 78 | 6 2     | 7 5 |  |
| 2. |           | Julia Helbertová Carita Moolmanová                                             | 6 2  | 6 1     |     |  |
| 3. |           | Julia Helbertová / Melisa Martinov Lesedi Sheya Jacobsová / Liniques Theronová | 1 6  | 6 3     | 3 6 |  |
| |           |                                                                                |      |         |     |  |
| |           |                                                                                |      |         |     |  |
| |           |                                                                                |      |         |     |  |
| |           |                                                                                |      |         |     |  |
| |           |                                                                                |      |         |     |  |

### Egypt vs. Moldavsko
| | Egypt | 3 :                                                               | 0   | Moldavsko |     |  |
| --- | ----- | ----------------------------------------------------------------- | --- | --------- | --- |  |
| Golf El Solaimaneyah Club, Káhira, Egypt 20. dubna 2012 antuka (venku) |       |                                                                   |     |           |     |  |
| \| \| \| \| 1. \| 2. \| 3. \| \| \| -- \| \| ----------------------------------------------------------------- \| --- \| ----- \| --- \| \| \| 1. \| \| Magy Aziz Melisa Martinovová \| 6 3 \| 2 6 \| 6 2 \| \| \| 2. \| \| Mai El Kamash Julia Helbertová \| 6 0 \| 6 2 \| \| \| \| 3. \| \| Menna El Nagdy / Mora Eshak Julia Helbertová / Melisa Martinovová \| 6 4 \| 78 66 \| \| \| \| \| \| \| \| \| \| \| \| \| \| \| \| \| \| \| \| \| \| \| \| \| \| \| \| \| \| \| \| \| \| \| \| \| \| \| \| \| \| \| |       |                                                                   |     |           |     |  |
| |       |                                                                   | 1.  | 2.        | 3.  |  |
| 1. |       | Magy Aziz Melisa Martinovová                                      | 6 3 | 2 6       | 6 2 |  |
| 2. |       | Mai El Kamash Julia Helbertová                                    | 6 0 | 6 2       |     |  |
| 3. |       | Menna El Nagdy / Mora Eshak Julia Helbertová / Melisa Martinovová | 6 4 | 78 66     |     |  |
| |       |                                                                   |     |           |     |  |
| |       |                                                                   |     |           |     |  |
| |       |                                                                   |     |           |     |  |
| |       |                                                                   |     |           |     |  |
| |       |                                                                   |     |           |     |  |

### Tunisko vs. Litva
| | Tunisko | 2 :                                                               | 1   | Litva |       |          |
| --- | ------- | ----------------------------------------------------------------- | --- | ----- | ----- | -------- |
| Golf El Solaimaneyah Club, Káhira, Egypt 20. dubna 2012 antuka (venku) |         |                                                                   |     |       |       |          |
| \| \| \| \| 1. \| 2. \| 3. \| \| \| -- \| \| ----------------------------------------------------------------- \| --- \| ---- \| ----- \| -------- \| \| 1. \| \| Nour Abbes Justina Mikulskytė \| 2 6 \| 6 2 \| 78 66 \| \| \| 2. \| \| Ons Jabeur Lina Stančiūtė \| 6 1 \| 65 7 \| 6 0 \| \| \| 3. \| \| Nour Abbes / Ons Jabeur Justina Mikulskytė / Akvilė Paražinskaitė \| \| \| \| bez boje \| \| \| \| \| \| \| \| \| \| \| \| \| \| \| \| \| \| \| \| \| \| \| \| \| \| \| \| \| \| \| \| \| \| \| \| \| \| \| \| \| |         |                                                                   |     |       |       |          |
| |         |                                                                   | 1.  | 2.    | 3.    |          |
| 1. |         | Nour Abbes Justina Mikulskytė                                     | 2 6 | 6 2   | 78 66 |          |
| 2. |         | Ons Jabeur Lina Stančiūtė                                         | 6 1 | 65 7  | 6 0   |          |
| 3. |         | Nour Abbes / Ons Jabeur Justina Mikulskytė / Akvilė Paražinskaitė |     |       |       | bez boje |
| |         |                                                                   |     |       |       |          |
| |         |                                                                   |     |       |       |          |
| |         |                                                                   |     |       |       |          |
| |         |                                                                   |     |       |       |          |
| |         |                                                                   |     |       |       |          |

### Kypr vs. Namibie
| | Kypr | 2 :                                                                             | 1     | Namibie |     |  |
| --- | ---- | ------------------------------------------------------------------------------- | ----- | ------- | --- |  |
| Golf El Solaimaneyah Club, Káhira, Egypt 20. dubna 2012 antuka (venku) |      |                                                                                 |       |         |     |  |
| \| \| \| \| 1. \| 2. \| 3. \| \| \| -- \| \| ------------------------------------------------------------------------------- \| ----- \| --- \| --- \| \| \| 1. \| \| Mara Argyriouová Liniques Theronová \| 7 65 \| 6 2 \| \| \| \| 2. \| \| Joanna Nena Savvaová Lesedi Sheya Jacobsová \| 78 66 \| 6 3 \| \| \| \| 3. \| \| Maria Siopachaová / Andria Tsaggaridou Kerstin Gressmannová / Carita Moolmanová \| 6 4 \| 0 6 \| 4 6 \| \| \| \| \| \| \| \| \| \| \| \| \| \| \| \| \| \| \| \| \| \| \| \| \| \| \| \| \| \| \| \| \| \| \| \| \| \| \| \| \| \| |      |                                                                                 |       |         |     |  |
| |      |                                                                                 | 1.    | 2.      | 3.  |  |
| 1. |      | Mara Argyriouová Liniques Theronová                                             | 7 65  | 6 2     |     |  |
| 2. |      | Joanna Nena Savvaová Lesedi Sheya Jacobsová                                     | 78 66 | 6 3     |     |  |
| 3. |      | Maria Siopachaová / Andria Tsaggaridou Kerstin Gressmannová / Carita Moolmanová | 6 4   | 0 6     | 4 6 |  |
| |      |                                                                                 |       |         |     |  |
| |      |                                                                                 |       |         |     |  |
| |      |                                                                                 |       |         |     |  |
| |      |                                                                                 |       |         |     |  |
| |      |                                                                                 |       |         |     |  |